# 驯鹰
驯鹰是西域维吾尔族、哈萨克族与柯尔克孜族與阿拉伯世界的文化习俗。维吾尔族與阿拉伯人驯养猎隼（Falco cherrug milvipes），而哈萨克族与柯尔克孜族驯养金雕（Aquila chrysaetos daphanea）——差别是：哈萨克族驯养的金雕更加凶猛，其双翅前有白毛。

## 维吾尔驯鹰
维吾尔族中的刀朗人以鷹獵作為補助農業的生計。

## 柯尔克孜驯鹰
柯尔克孜族猎鹰驯化分捉鹰、熬鹰、驯鹰三步。猎鹰驯养五六年后，有放鹰的习俗，让鹰自然求偶，在自然界度过余下的数十年。

## 哈萨克驯鹰
与柯尔克孜族不同的是，哈萨克族驯鹰不仅不是一件“成本较大”的事，反而是他们至今的谋生手段。

## 现状
金雕是中国国家一级保护动物，这对猎鹰饲养这一传统文化的传承是极其不利的。
- 柯尔克孜族的猎鹰饲养已被列为克孜勒苏柯尔克孜自治州的非物质文化遗产。对柯尔克孜族来说，一方面驯鹰需报批县 (中华人民共和国)、州政府及区野生动物保护办公室并获得“野生动物驯养许可证”；另一方面，自2006年起，政府为驯鹰户提供每月每户380元的补助（对“非物质遗产传承人”，每月500元）。目前，阿合奇县共驯鹰户87户（其中“非物质遗产传承人”10人）、被驯鹰100只。[1]
- 哈萨克族的猎鹰饲养则比较悲观，驯鹰人多为老人，且多已过世。[2]

## 資料來源
1. ↑  新疆人文地理 2010年第二期 p90
2. ↑  新疆人文地理 2010年第二期 p96